# 성복동
성복동(星福洞)은 경기도 용인시 수지구에 자리한 행정동 및 법정동이다. 본래 용인군(龍仁郡) 수진면(水眞面) 지역이였으며, 한남정맥에서 시작한 성복천과 단국대학교 죽전캠퍼스 법화산에서 나오는 탄천(炭川)의 지류가 한강(漢江)으로 흐르는 수계(水系)로 합쳐져 유역을 형성해 수지면(水枝)에 속하게 되었다. 수지(水枝)는 물(水)가지(枝)란 자연지명의 한국 한자음(韓國漢字音)으로 성복천(星福川)과 탄천의 지류, 두 줄기 물들이 하나 되어 한강의 물길인 탄천(炭川)을 이룬다. 버들치고개 방면 한남정맥 광교산을 뒤에 두고 성복천을 끼고 있는 전형적인 배산임수(背山臨水) 지형이다.

## 역사

### 지명 유래
성복동은 본래 용인군(龍仁郡) 수진면(水眞面)의 성복동(星福洞)이다. 고려시대 용구현(龍駒縣) 수진면(水眞面), 조선시대 태종 13년 용인현(龍仁縣) 수진면(水眞面)이었고 수진면에 속한 행정구역은 성복동(星福洞), 죽전동(竹田洞), 서봉동(瑞峯洞), 신리(新里), 정평리(停坪里), 동막리(東幕里), 손기리(孫基里), 고분현(古分峴)이었다. 『1872년 지방지도(1872年 地方地圖)』 용인현(龍仁縣)에는 풍덕천장기(豊德川場基)라 하여 수진면(水眞面) 명칭으로 토월리, 죽전동, 성복동이 확인되며 탄천 유역을 형성하고 있다. 1910년 9월 30일 일제강점기 '조선총독부지방관관제(朝鮮總督府地方官官制)'가 공포되어 이 칙령에 따라 1914년 행정구역 개편 때 성복리(星福里)로 고쳐 수지면에 편입되었다. 전하는 이야기로 이 마을에 이조년(李兆年.1269-1343)의 후손이자 고려(高麗) 말 권문세족인 이인임(李仁任.1312년-1388)의 혈족들 중 고려 말 조선 초기 개국공신 흥안군 이제(李濟.1365-1398)로부터 성주 이씨(星州 李氏)들이 성복동 터를 형성했다. 이제(李濟.1365-1398)의 사촌이자, 문하평리 겸 대제학(門下評理兼大提學) 이인민(李仁敏.1330-1393)의 여섯 아들 중 첫째인 성산부원군(星山府院君) 문경공(文景公) 이직(李稷.1362-1431)은 조선 초기 대사헌과 영의정을 보내고 성복동 터에 거주하여 문경공파(文景公派) 파조가 되었으며, 태종(太宗)의 부마인 이정녕(李正寧.1411-1455)의 父 한성 부윤(漢城府尹) 이사후(李師厚.1382-1435)로부터 성복동에 거주한 그의 후손들은 성주 이씨 문경공파(文景公派)가 된다. 조선 중기에는 자헌대부(資憲大夫)·호조판서(戶曹判書)를 거친 문열공파(文烈公派) 사간원 정언(司諫院正言) 이자견(李自堅.1454-1529)과 그의 아들인 명종 때 안변부사(安邊府使)를 역임한 이구(李久.1487-1547)는 성주 이씨 안변공파(安邊公派)의 파조가 되었고, 성주 이씨들이 용인시 수지구 성복동 일대로 집성촌을 이루며 살았다. 성주 이씨들이 복을 받으라는 의미로 성복(盛福)이라 하였으나 후에 '별 성(星)'자로 바뀌었다는 속설이 있다. 1985년 경제기획원 통계자료에 의하면 성복동에는 고려 후기 예문관 대제학을 지낸 이조년(李兆年.1269-1343)의 후손들이 25호 정도로 적지 않은 집성촌을 형성하고 대를 이어가고 있었다. 본래 성불골 또는 성복동이라 구전되었는데 성불골이란 성복리 맨 꼭대기 형제봉 밑에 있던 성불사(成佛寺)가 있어 붙여진 이름이다. 성불사의 흔적은 아직도 남아 있는데 성서 맨 위 골짜기의 마을 이름이 성불(成佛)로 불리는데서 찾을 수 있다. 성복동에는 조선 철종 1854年 건립된 '효자통덕랑이빈지려상지오년갑인시월명정(孝子通德郞李斌之閭上之甲寅年十月日銘旌)'으로 편액한 정려각이 있는데, 노모(長淵 盧氏.1650-1719)가 한겨울에 참외가 먹고 싶다는 말을 듣고 설중에 열린 참외를 따다가 봉양하고 얼음을 깨면서 잉어를 잡아다 봉양한 성주 이씨 문열공파(文烈公派) 이기만(李起晩.1645-1691)의 아들인 15대손 통덕랑(通德郎) 이빈(李斌.1678-1752)의 효자정려각이다. 국도 43호선 변의 성복동 벽산첼시빌아파트단지 입구 좌측에 있다. 정려각 뒤로 수령이 280年 된 향나무가 1988年 10月 15日 용인시 지정 제28호 보호수로 자리 잡고 있으며 인근에 버들치마을 아파트 단지 인근으로 효자 정려각의 이름을 빌린 효자초등학교가 있다. 성복천 안으로는 1988年 10月 15日 용인시 지정 제29호 수령 600年 느티나무 보호수가 있다.
『1872년지방지도』에는 '이룰 성(成)'자의 성복동(成福洞)으로 표기되어 있다. 마을이 자리 잡은 위치에 따라 성남(星南) · 성동(星東, 양지말) · 성서(星西) · 성북(星北) 등의 마을이 있고 그 외 매가 깃들었다 하여 붙여졌다 하는 응곡(應谷 · 응골 · 매재골) · 도리실 · 능구리 · 도탐말 · 안골 등 여러 자연마을이 있다.
- 성동(星東) : 성복 마을에서 동쪽에 있으므로 성동이라 하였다. 속칭 양지말이라고 한다.
- 성서(星西) : 성복 마을에서 서쪽에 자리 잡았다 하여 성서라 하였다. 마을 서북쪽을 도리실이라고 한다.
- 성남(星南) : 성복 마을에서 그 남쪽에 위치하였으므로 성남이라 하였다고 한다.
- 응곡(應谷) : 응곡, 응꼴, 매재골 등으로 불리었던 것을 한자 표기로 매(새 이름) 응(鷹), 응곡이라 한다. 속설에 매(鷹)가 깃들었다 하여 응골이라 하였다고 한다.

### 연혁
- 고려(高麗) 명종 02년(1172년) : 용구현으로 개칭. 용구현 광주목.
- 조선(朝鮮) 태종 13년 1413년 : 용인현 수진면(水眞面).
- 조선(朝鮮) 고종 32년(1895년) : 23부제(二十三府制) 실시에 따라 용인현이 용인군이 됨. 용인군 수진면(水眞面) 성복동.
- 1996년 3월 1일 : 도농복합시로 용인군 수지면(面)이 용인시 수지읍(邑)으로 승격됨. 용인시 수지읍(邑) 성복동.
- 2003년 3월 31일 : 행정기구설치조례에 의거 상현동에서 분리됨.

## 문화
성복동주민센터에서는 성복동 소재 학생들을 대상으로 지역의 애향심(愛鄕心)을 기리기 위해 지역자치위원과 문화해설사를 동승하여 포은 정몽주(鄭夢周) 선생 묘소, 한국등잔박물관, 남구만(南九萬) 선생묘소, 호암미술관(湖巖美術館)), 용인 심곡서원(龍仁 深谷書院), 문정공 조광조 묘 및 신도비(趙光祖 墓 및 神道碑), 용인향교(龍仁鄕校), 단국대학교 석주선기념박물관(檀國大 石宙善記念博物館), 민영환선생묘(閔泳煥先生墓), 경기도박물관(京畿道博物館), 용인문화유적전시관(龍仁 文化遺蹟展示館) 등 용인 지역 문화재들로 컨텐츠를 구성하여 역사탐방 행사를 이룬다.

## 면적
5.0km2로 수지구 전체 면적(42.1km2)의 11.88%를 차지하며, 용인시 전체 면적(591.36km2)의 0.85%를 차지한다.

## 인구

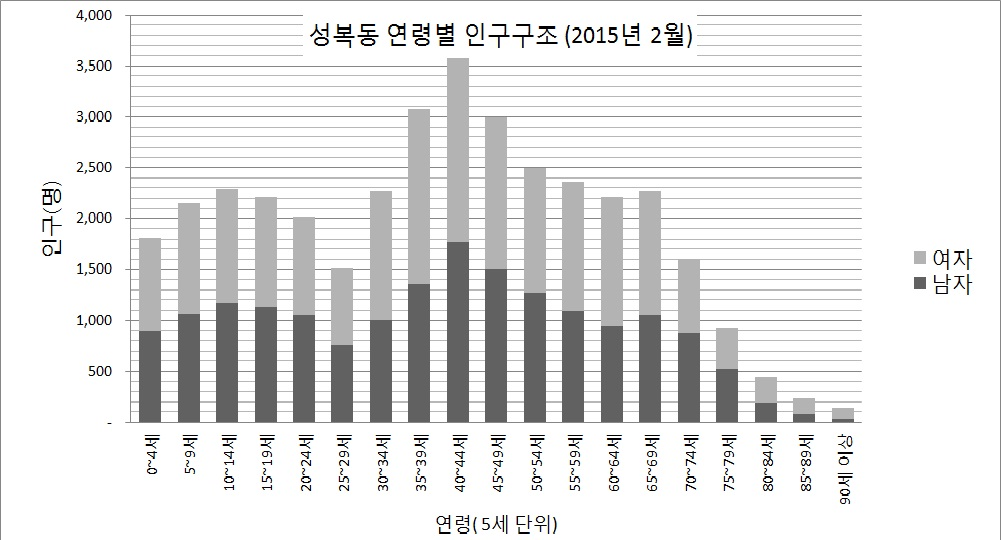
성복동 연령별 인구구조

2020년 8월 총 50,589명(남: 24,341명, 여: 26,248명 / 17,335세대)으로 수지구 전체 인구(375,336명)의 13.3%에 해당하며, 용인시 전체 인구(1,068,549명 / 2020년 8월 말)의 4.7%에 해당한다.

## 교통

### 도로
- 국도 제43호선

- 용인시 수지구 상현동 ― 성복동 ― 풍덕천동 ― 죽전동 

- 용인서울고속도로

- (서분당 나들목) ― 서수지 나들목 ― (광교상현 나들목)

### 철도
- 신분당선 성복역

## 아파트
| 단지명                   | 건설사       | 시행사             | 주소                    | 입주        | 비고 |
| ------------------------ | ------------ | ------------------ | ----------------------- | ----------- | ---- |
| 성동마을 수지자이        | ㈜지에스건설 | 디에스디부림㈜     | 수지구 성복2로 174      | 2006년 5월  |      |
| 성동마을 LG빌리지 6차    | ㈜엘지건설   | ㈜명진건설산업     | 수지구 성복2로 158      | 2003년 3월  |      |
| 성동마을 LG빌리지 2차    | ㈜엘지건설   | ㈜삼호건설         | 수지구 수지로113번길 15 | 2001년 3월  |      |
| 성동마을 LG빌리지 1차    | ㈜엘지건설   | ㈜동훈             | 수지구 성복2로 86       | 2001년 2월  |      |
| 성동마을 LG빌리지 3차    | ㈜엘지건설   | ㈜동훈             | 수지구 성복2로 126      | 2002년 8월  |      |
| 푸른마을 푸르지오        | 대우건설     | 대우건설           | 수지구 성복2로76번길 31 | 2004년 10월 |      |
| 성복역 롯데캐슬 파크나인 | 롯데건설     | ㈜케이에스케이펀드 |                         |             |      |
| 성복역 롯데캐슬 골드타운 | 롯데건설     | ㈜제이엘유나이티드 | 수지구 성복2로 10       |             |      |
| 성복역 롯데캐슬 클라시엘 | 롯데건설     | ㈜엠에이엠         | 수지구 성복1로 35       | 2021년 1월  |      |

## 같이 보기
- 보정동, 마북동
- 신봉동, 풍덕천동, 상현동, 죽전동
- 성복천
- 탄천